# Akio (prénom)
Pour les articles homonymes, voir Akio.
Akio (あきお) est un prénom japonais masculin fréquent.

## En kanji
明夫 (brillant et homme) semble être l'écriture la plus courante.
Akio peut aussi s'écrire, entre autres : 

### Deux kanjis
- 亮郎 : clair et homme
- 旭生 : brillant et vie
- 旭男 : brillant et homme/compagnon
- 旭夫 : brillant et époux
- 右雄 : la droite et viril
- 紀生 : période et vie
- 鏡生 : miroir et vie
- 鏡夫 : miroir et époux
- 尭生 : haut et vie
- 尭男 : haut et homme/compagnon
- 暁生 : crépuscule et vie
- 暁男 : crépuscule et homme/compagnon
- 暁夫 : crépuscule et époux
- 暁雄 : crépuscule et viril
- 暁郎 : crépuscule et homme
- 金男 : or et homme/compagnon
- 啓生 : illuminé et vie
- 啓夫 : illuminé et époux
- 圭男 : et homme/compagnon
- 顕夫 : émerger et époux
- 顕雄 : émerger et viril
- 光男 : lumière et homme/compagnon
- 晃旺 : rayon et succès/vigoureux
- 晃生 : rayon et vie
- 晃男 : rayon et homme/compagnon
- 晃夫 : rayon et époux
- 晃雄 : rayon et viril
- 晃朗 : rayon et joyeux
- 秋を : automne et le son « o »
- 秋男 : automne et homme/compagnon
- 秋夫 : automne et époux
- 秋雄 : automne et viril
- 秋郎 : automne et homme
- 曙男 : en-bas et homme/compagnon
- 彰生 : révéler et vie
- 彰大 : révéler et grand
- 彰男 : révéler et homme/compagnon
- 彰夫 : révéler et époux
- 彰雄 : révéler et viril
- 彰朗 : révéler et joyeux
- 彰郎 : révéler et homme
- 昌夫 : prospère et époux
- 昭生 : rayon/clair et vie
- 昭男 : rayon/clair et homme/compagnon
- 昭夫 : rayon/clair et époux
- 昭雄 : rayon/clair et viril
- 昭陽 : rayon/clair et lumière du soleil
- 昭朗 : rayon/clair et joyeux
- 昭郎 : rayon/clair et homme
- 晶大 : briller et grand
- 晶男 : briller et homme/compagnon
- 晶夫 : briller et époux
- 晶雄 : briller et viril
- 晶朗 : briller et joyeux
- 祥男 : propice/bon augure et homme/compagnon
- 祥雄 : propice/bon augure et viril
- 章央 : chapitre et centre
- 章緒 : chapitre et lanière/commencement
- 章生 : chapitre et vie
- 章男 : chapitre et homme/compagnon
- 章夫 : chapitre et époux
- 章雄 : chapitre et viril
- 章郎 : chapitre et homme
- 紹夫 : présenter et époux
- 真生 : vérité et vie
- 仁男 : charité et homme/compagnon
- 精男 : esprit et homme/compagnon
- 詮夫 : chercher et époux
- 聡男 : intelligent/pointu et homme/compagnon
- 聡夫 : intelligent/pointu et époux
- 哲生 : philosophie/intelligent et vie
- 哲男 : philosophie/intelligent et homme/compagnon
- 哲夫 : philosophie/intelligent et époux
- 哲朗 : philosophie/intelligent et joyeux
- 白雄 : blanc/innocent et viril
- 彬生 : côte à côte et vie
- 彬夫 : côte à côte et époux
- 彬雄 : côte à côte et viril
- 明央 : brillant/évident et centre
- 明男 : brillant/évident et homme/compagnon
- 明夫 : brillant/évident et époux
- 明穂 : brillant/évident et oreille
- 明雄 : brillant/évident et viril
- 明曜 : brillant/évident et jour de la semaine
- 明朗 : brillant/évident et joyeux
- 明郎 : brillant/évident et homme
- 耀雄 : scintiller et viril
- 陽男 : lumière du soleil et homme/compagnon
- 陽夫 : lumière du soleil et époux
- 亮男 : clair et homme/compagnon
- 亮夫 : clair et époux
- 量夫 : quantité et époux
- 朗男 : joyeux et homme/compagnon
- 朗夫 : joyeux et époux
- 朗雄 : joyeux et viril
- 昴生 : constellation des Pléiades et vie
- 晁生 : nom propre et vie
- 晢郎 : lumière d'étoile et homme
- 暉男 : lumière/brillant et homme/compagnon
- 暉夫 : lumière/brillant et époux
- 曄男 : rayon et homme/compagnon
- 曄夫 : rayon et époux
- 燎郎 : brûler et homme

### Trois kanjis
- 亜喜生
- 亜喜男
- 亜喜夫
- 亜喜雄
- 亜喜郎
- 亜希夫
- 亜紀夫
- 亜貴夫
- 亜貴雄
- 亜樹緒
- 亜木男
- 阿岐夫
- 阿希雄
- 阿吉雄
- 安喜雄
- 安喜朗
- 安喜郎
- 安騎生
- 安騎夫
- 安藝雄
- 吾紀夫
- 晃希男
- 赤黄男

## Personnes célèbres
- Akio Chiba est un dessinateur de manga japonais.
- Akio Jissōji est un réalisateur japonais.
- Akio Mori dit Musashi est un champion de kick boxing japonais.
- Akio Morita est l'un des fondateurs de la compagnie japonaise Sony.
- Akio Nishizawa est le réalisateur du film d'animation Nitaboh.
- Akio Ōtsuka est un seiyū japonais.
- Akio Shimizu est le guitariste du groupe japonais de heavy metal Anthem.
- Akio Sugino est un chara-designer et animateur de télévision japonais.
- Akio Tamashiro est un karatéka péruvien.
- Akio Tanaka est un mangaka japonais.
- Akio Toyoda est le président et directeur général de Toyota Motor Corporation.
- Akio Yashiro est un compositeur japonais.
- Harvey Akio Itano est un biochimiste américain.

## Dans les œuvres de fiction
- Akio est un personnage secondaire de l'anime Naruto.
- Akio Asakura est le protagoniste du manga Wangan Midnight.